# Provincia de Magallanes
La Provincia de Magallanes se ubica al centro de la Región de Magallanes y de la Antártica Chilena, tiene una superficie de 36 994,7 km² y posee una población de 131 592 habitantes. Su capital provincial es la ciudad de Punta Arenas.

## Economía
En 2018, la cantidad de empresas registradas en la provincia de Magallanes fue de 4.510. El Índice de Complejidad Económica (ECI) en el mismo año fue de 0,28, mientras que las actividades económicas con mayor índice de Ventaja Comparativa Revelada (RCA) fueron Actividades de Defensa (143,07), Extracción y Aglomeración de Carbón de Piedra, Lignito y Turba (125,04) y Servicios Ganaderos, excepto Veterinarias (115,24).

## Comunas
La provincia está constituida por 4 comunas: 
- Laguna Blanca;
- Punta Arenas;
- Río Verde;
- San Gregorio.

## Autoridades
Las autoridades son nombradas directamente por el Presidente de la República y se mantienen en su cargo mientras cuenten con su confianza.

### Gobernador Provincial (1978-2021)

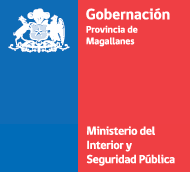
Logotipo de la Gobernación de la Provincia de Magallanes hasta 2021.

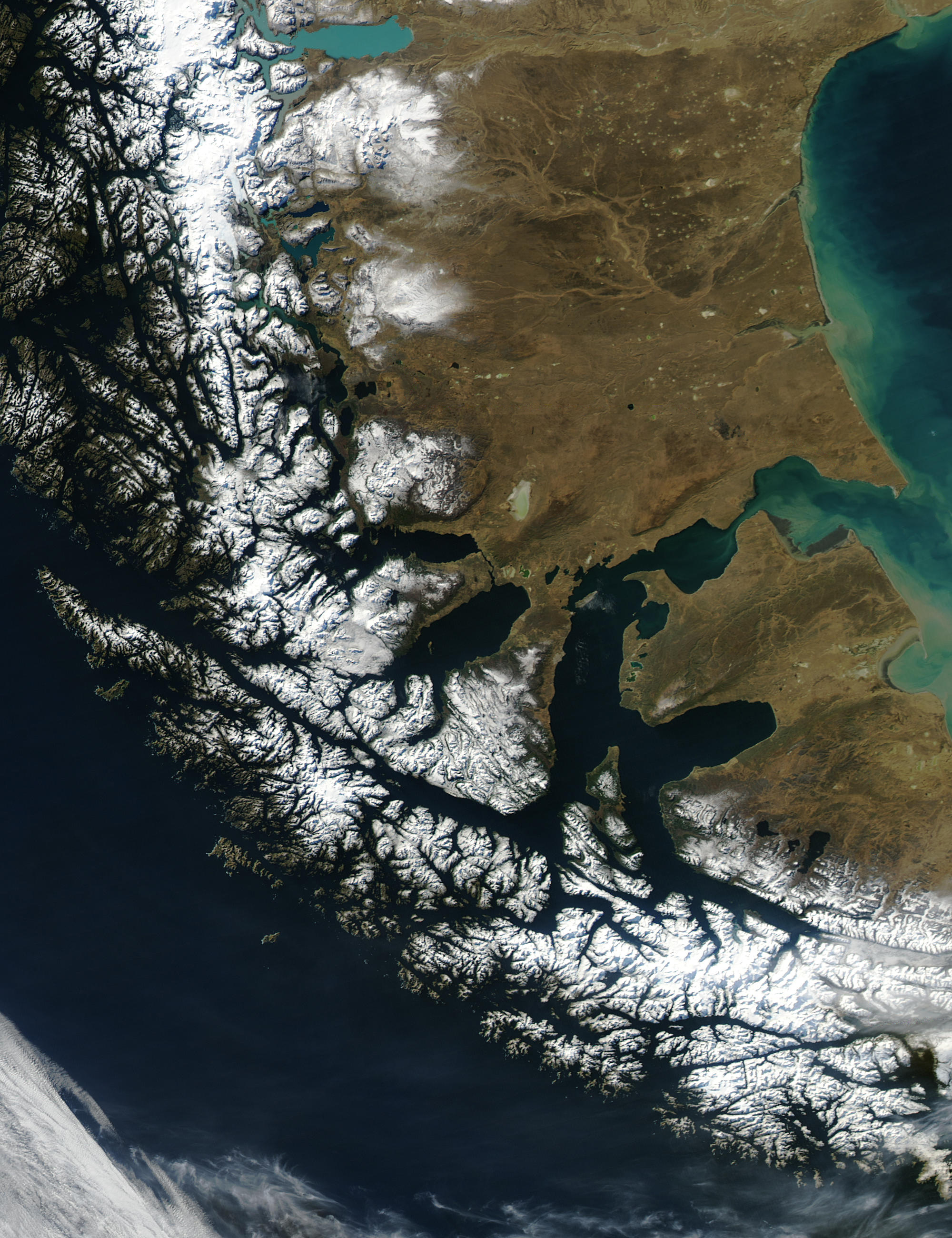
Vista satelital de Magallanes

Los siguientes fueron los gobernadores provinciales de Magallanes.
| Gobernador(a)                   | Partido                    | Partido                    | Inicio                  | Final                   | Presidente(a)     | Presidente(a)           |
| ------------------------------- | -------------------------- | -------------------------- | ----------------------- | ----------------------- | ----------------- | ----------------------- |
| Carlos Soto Pellizari           |                            | Militar                    | 1978                    | 1985                    |                   | Augusto Pinochet        |
| Titular(es) desconocido(s)      | Titular(es) desconocido(s) | Titular(es) desconocido(s) | 1985                    | 11 de marzo de 1990     |                   | Augusto Pinochet        |
| Carlos Zanzi Cucuini            |                            | PS                         | 11 de marzo de 1990     | 11 de marzo de 1994     |                   | Patricio Aylwin         |
| Manuel Jesús Barrera Rojas      |                            | PS                         | 11 de marzo de 1994     | 11 de marzo de 2000     |                   | Eduardo Frei Ruíz-Tagle |
| Jaime Mauricio Jelincic Aguilar |                            | PRSD                       | 11 de marzo de 2000     | 7 de abril de 2003      |                   | Ricardo Lagos           |
| Ana María Díaz Pérez            |                            | PS                         | 16 de abril de 2003     | 11 de marzo de 2006     |                   | Ricardo Lagos           |
| Ana María Díaz Pérez            | 11 de marzo de 2006        | PS                         | 10 de diciembre de 2008 |                         | Michelle Bachelet |                         |
| Carolina Saldivia Andrade       |                            | PS                         | 12 de diciembre de 2008 | 11 de marzo de 2010     | Michelle Bachelet |                         |
| Gloria Vilicic                  |                            | RN                         | 11 de marzo de 2010     | 15 de noviembre de 2012 |                   | Sebastián Piñera        |
| Segundo Álvarez Sánchez         |                            | RN                         | 2 de febrero de 2013    | 11 de marzo de 2014     |                   | Sebastián Piñera        |
| Paola Fernández Gálvez          |                            | PDC                        | 11 de marzo de 2014     | 11 de marzo de 2018     |                   | Michelle Bachelet       |
| Nicolás Cogler Galindo          |                            | RN                         | 11 de marzo de 2018     | 13 de febrero de 2019   |                   | Sebastián Piñera        |
| Homero Villegas Núñez           |                            | Ind.                       | 13 de febrero de 2019   | 21 de noviembre de 2020 |                   | Sebastián Piñera        |
| Alejandro Vásquez Servieri      |                            | RN                         | 21 de noviembre de 2020 | 14 de julio de 2021     |                   | Sebastián Piñera        |

### Delegado Presidencial Provincial (Desde 2021)
Actualmente la provincia de Magallanes no posee un Delegado Presidencial Provincial. Con la nueva ley de descentralización, las gobernaciones de las capitales regionales se extinguen junto con las intendencias, generando una fusión en sus equipos de trabajo, pasando a conformar la Delegación Presidencial Regional, a cargo del Delegado presidencial regional de Magallanes y la Antártica Chilena. Por lo cual no existe una Delegación presidencial provincial de Magallanes.